# Arrondissement d'Anhalt-Bitterfeld
L’arrondissement d'Anhalt-Bitterfeld est un arrondissement  ("Landkreis" en allemand) de Saxe-Anhalt  (Allemagne).
Son chef lieu est Köthen (Anhalt).

## Villes et communes
(nombre d'habitants en 2010)
Einheitsgemeinden
1. Aken (Elbe), ville (8 317)
2. Bitterfeld-Wolfen, ville (45 171)
3. Köthen (Anhalt), ville (28 243)
4. Muldestausee (12 356)
5. Osternienburger Land (9 406)
6. Raguhn-Jeßnitz, ville (9 991)
7. Sandersdorf-Brehna, ville (15 504)
8. Südliches Anhalt, ville (10 546)
9. Zerbst/Anhalt, ville (23 167)

10. Zörbig, ville (9 825)

## Histoire
L'arrondissement d'Anhalt-Bitterfeld a été créé en 2007 par la fusion des arrondissements de Bitterfeld et de Köthen ainsi que d'une partie de l'arrondissement d'Anhalt-Zerbst.